# Schnippenkopf

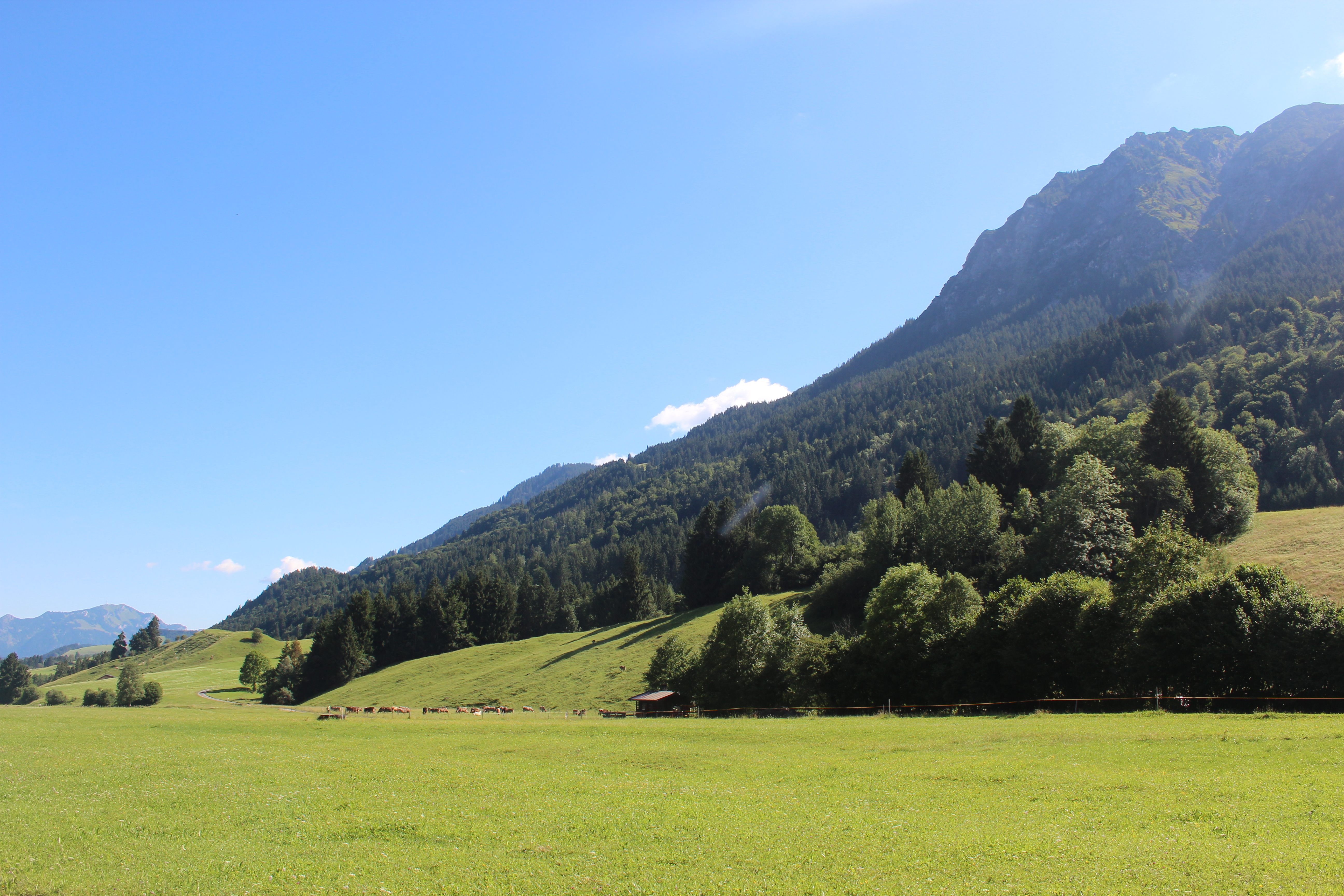
Der Boden des Berges

Der Schnippenkopf ist ein 1833 m ü. NHN hoher Berg in den Allgäuer Alpen. Er liegt in dem als „Sonnenköpfe“ bezeichneten Bergzug, der am Gundkopf nach Norden abzweigt und der das Illertal östlich begrenzt und im Imberger Horn bei Hindelang endet. Der Schnippenkopf ist der höchste und südlichste der teilweise bewaldeten Erhebungen, die auf den Entschenkopf nördlich folgen.
Der Schnippenkopf kann auf markierten Wegen unschwierig erreicht werden. Ein beliebter Anstieg ist der von der Gaisalpe über das Falkenjoch und über die Grashänge zum Gipfel.